# Okres Košice IV
Der Okres Košice IV ist eine Verwaltungseinheit in der Ostslowakei mit 56.634 Einwohnern (2004) und einer Fläche von 60,9 km².
Er umfasst folgende 6 Ortsteile von Košice:
- Barca
- Juh
- Krásna
- Nad jazerom
- Šebastovce (Schebesch)
- Vyšné Opátske

## Bevölkerung
| Jahr                | 1994   | 2004    | 2014    | 2024    |
| ------------------- | ------ | ------- | ------- | ------- |
| Anzahl der Personen | 60.781 | 56.634  | 59.729  | 55.825  |
| Unterschied         |        | −6,82 % | +5,46 % | −6,53 % |

| Jahr                | 2023   | 2024    |
| ------------------- | ------ | ------- |
| Anzahl der Personen | 56.143 | 55.825  |
| Unterschied         |        | −0,56 % |

## Kultur
In dem Artikel Denkmalgeschützte Objekte im Okres Košice IV findet man Informationen über die vom slowakischen Denkmalamt geschützten Objekte im Okres.